# Wydminy (gemeente)
De gemeente Wydminy is een landgemeente in het Poolse woiwodschap Ermland-Mazurië, in powiat Giżycki.
De zetel van de gemeente is in Wydminy.
Op 30 juni 2004 telde de gemeente 6681 inwoners.

## Oppervlakte gegevens
In 2002 bedroeg de totale oppervlakte van gemeente Wydminy 233,46 km², waarvan:
- agrarisch gebied: 61%
- bossen: 20%

De gemeente beslaat 20,87% van de totale oppervlakte van de powiat.

## Demografie
Stand op 30 juni 2004:
| Omschrijving                   | Totaal | Totaal | Vrouwen | Vrouwen | Mannen | Mannen |
| ------------------------------ | ------ | ------ | ------- | ------- | ------ | ------ |
| eenheid                        | aantal | %      | aantal  | %       | aantal | %      |
| inwoners                       | 6681   | 100    | 3332    | 49,9    | 3349   | 50,1   |
| bevolkingsdichtheid (inw./km²) | 28,6   | 28,6   | 14,3    | 14,3    | 14,3   | 14,3   |

In 2002 bedroeg het gemiddelde inkomen per inwoner 1522,41 zł.

## Administratieve plaatsen (sołectwo)
Berkowo, Biała Giżycka, Cybulki, Czarnówka, Gajrowskie, Gawliki Małe, Gawliki Wielkie, Grądzkie, Hejbuty, Malinka, Mazuchówka, Okrągłe, Orłowo, Pamry, Pańska Wola, Pietrasze, Radzie, Ranty, Siedliska, Siemionki, Sucholaski, Szczepanki, Szczybały Orłowskie, Talki, Wężówka, Wydminy, Zelki.

## Overige plaatsen
Dudka, Ernstowo, Franciszkowo, Gajlówka, Gębałki, Grodkowo, Kowalewskie, Krzywe, Łękuk Mały, Rostki, Róg Orłowski, Rydze, Siejba, Skomack Mały, Wólka Cybulska.

## Aangrenzende gemeenten
Giżycko, Kruklanki, Miłki, Orzysz, Stare Juchy, Świętajno